# Arroyo de Bonhabal
Arroyo de Bonhabal är ett vattendrag i Spanien.   Det ligger i provinsen Provincia de Badajoz och regionen Extremadura, i den sydvästra delen av landet, 290 km sydväst om huvudstaden Madrid. Arroyo de Bonhabal ligger vid sjön Embalse de Alange.